# 摂津市
摂津市（せっつし）は、大阪府の北摂三島地域に位置する市。1966年（昭和41年）市制施行。
本項では市制前の名称である三島町（みしまちょう）についても述べる。
大阪市の北東端に隣接し、大阪都心から10km圏内にある。東海道新幹線の鳥飼車両基地、吹田操車場跡地、阪急電鉄正雀工場がある。

## 地理
大阪府の中北部、淀川右岸に位置する。市域はくさび形ないしレ点に似た形で、面積14.87km2と狭い市である。市の北端を阪急京都線、東海道本線（JR京都線）が東西に通り、市の中央を大阪モノレール線が南北に通る。
川は、市の南端を淀川が北東から西へ流れ、南西端の大阪市東淀川区との境で淀川から神崎川が分流されている。また、市の中央を東西に安威川が流れ、北の千里丘陵から流れてきた、大正川、山田川、正雀川が合流する。

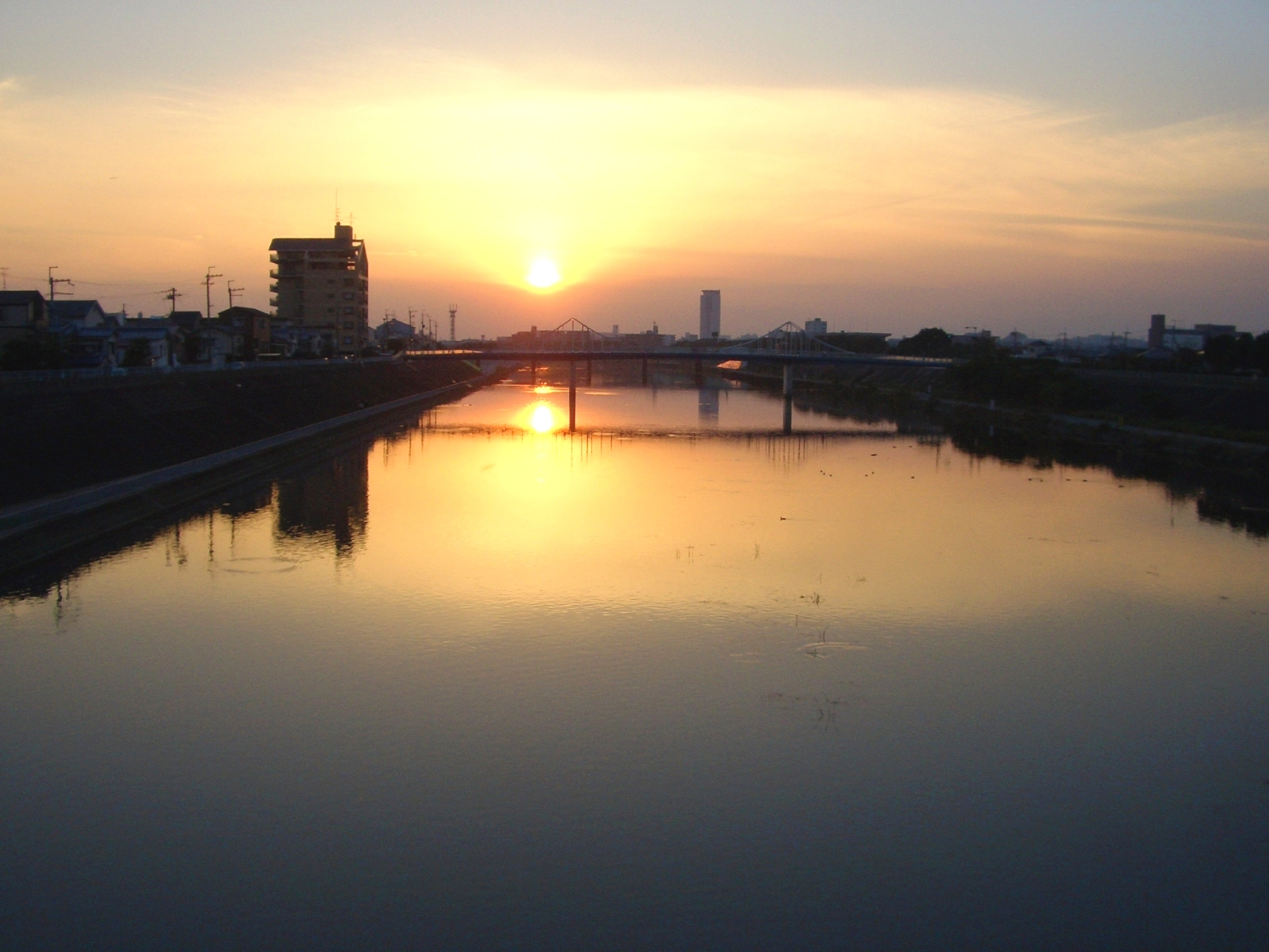
安威川

- 河川：淀川、神崎川、安威川、山田川、正雀川、大正川、境川
- 番田井路：摂津市内で安威川と平行して流れる用水路。元々はこちらの番田井路が安威川の本流であって、現在の安威川の流れの方が支流だった。元々の本流であった番田井路には、神崎川からの逆流を防止する番田堰が現在も設置されている。
- 主な橋（いずれも淀川にかかる）：鳥飼大橋（守口市と接続）、鳥飼仁和寺大橋有料道路（寝屋川市と接続）
- 全体的に淀川や安威川の堆積物でできた沖積平野が広がっている平坦な市で、山や丘陵といったものは存在しない。千里丘地区も実際には千里丘陵上ではなく、そのふもとに位置する。
- 大阪市東淀川区南江口3丁目の区域中に飛び地（大字別府）が存在する（大阪広域環境施設組合東淀工場の南東に位置）。
- 電話の市外局番は大半の地域が大阪市と同じ06（大阪MA）だが、鳥飼各町、新在家2丁目の一部、鶴野、学園町、桜町、昭和園、香露園、千里丘東1〜3丁目は072（茨木MA）である。

### 隣接している自治体・行政区

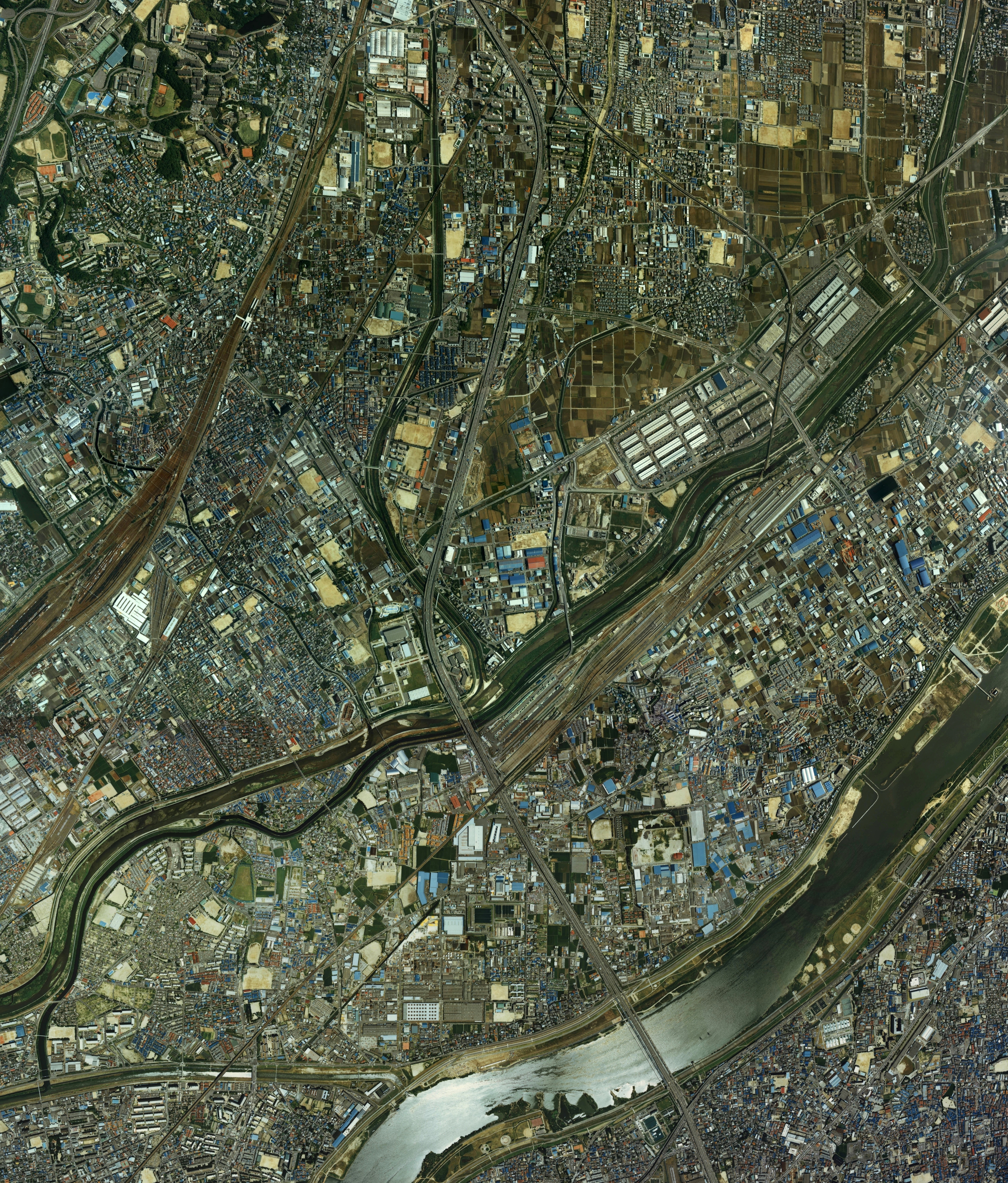
摂津市中心部周辺の空中写真。1985年撮影の12枚を合成作成。。

- 大阪市（東淀川区）
- 高槻市
- 吹田市
- 茨木市
- 寝屋川市
- 守口市

## 歴史

### 年表
- 785年（延暦4年） 和気清麻呂により神崎川と淀川を直結させる工事が行われた。
当時の河道は摂津市内を通るものだった。
- 885年～888年（仁和年間） 宇多天皇が摂津国嶋下郡鳥養（摂津市鳥飼）に鳥養院離宮をおく。
- 鳥飼牧
- 1590年（天正18年） 織田信長の実弟織田長益（有楽斎）が味舌に2000石を領する。関ヶ原の戦い（1600年）の後に加増を受け味舌藩が成立する（1621年、長益の死とともに廃藩）。
  - 以後の江戸時代を通じては幕府領、高槻藩の藩領や預地、芝村藩領などが入り組んでいた。
- 1882年（明治15年） 島下郡鶴野新田村が鶴野村に改称。
- 1928年（昭和3年）1月16日 新京阪鉄道正雀駅（現在の阪急京都線の前身）が開業。
- 1938年（昭和13年）12月1日 国鉄千里丘駅が開業。
- 1954年（昭和29年）10月 鳥飼大橋が完成。
- 1956年（昭和31年）9月30日 三島郡味舌町・味生村・鳥飼村が合併して三島町が発足。
- 1964年（昭和39年）10月1日 東海道新幹線が開業、鳥飼車両基地ができる。
- 1966年（昭和41年）11月1日 三島町が市制施行・改称して摂津市となる（高石市、藤井寺市と同日）。大阪府下28番目の市。
- 1973年（昭和48年） 地方財政超過負担の問題をめぐり、国を相手取って訴訟を起こした（摂津訴訟）。
- 1975年（昭和50年） 鳥飼大橋付近の淀川渡船、府営「鳥飼の渡し」が廃止。
- 1984年（昭和59年）4月16日 摂津郵便局が普通郵便局として設置される。
- 1987年（昭和62年） 鳥飼仁和寺大橋が完成。
- 1990年（平成2年）4月1日 摂津警察署が開庁。
- 1997年（平成9年）8月22日 大阪モノレール本線摂津駅と南摂津駅が開業。
- 2010年（平成22年）3月14日 阪急京都線摂津市駅が開業。

### 自治体名について
当初合併時の町名「三島」は所属する三島郡から採ったと考えられる。新町名を「三島」とする案は1955年の合併構想の際に初めて現れるが、決定の経緯は記録に残っておらず不明である。
「摂津」は旧国名「摂津国」から採ったものである。市制施行にあたってそのままの名称では静岡県三島市と同名になることから、事前に新市名の選定が行われた。選定は町内外からの公募の上、市名審議会を通して町長に答申し、町議会で決定するという手順が採られた。21名の委員で構成された市名審議会では、1233通の応募による254案が投票により14案、次いで3案に絞り込まれた。残った「摂津市」「三島野市」「北大阪市」で最終投票が行われ、結果「三島野市」が町長に答申された。「三島野」は古くからの郡名である「三島」に「野」を附したものである。公募では同案が20通で第12位であったが、「三島」やその同音異字を含む案は252通と、単独1位の千里丘市の144通を上回る数があった。しかし、千里丘駅周辺の住民や町内企業を中心に反対の声が挙がり、千里丘陵で行われる日本万国博覧会を念頭に「千里丘市」を主張する声も根強かった。三島野市に反対する請願を受けた町議会では協議の末、新市名を最終投票で次点であった「北大阪市」とし、支障がある場合は「摂津市」とすると決めた。一方で、大阪府筋からは北大阪地域での合併の可能性から「北大阪市」に対して消極的な示唆があり、最終的に町長が「摂津市」を町議会に提案して了承された。
同じく旧国名を自治体名として採った大阪府の自治体としては、和泉国府が置かれたとされる泉北郡和泉町（1933年合併、現：和泉市）や、河内市（1955年合併、現：東大阪市）がある。

### 行政区域の変遷
- 1956年（昭和31年）9月30日 - 三島郡味舌町・味生村・鳥飼村が合併して三島町が発足[11]。
- 1957年（昭和32年）7月1日 - 茨木市大字鶴野および小坪井の大部分、太中・蔵垣内・乙辻の各一部（旧三宅村域南部）を三島町に編入[12][13]。
- 1960年（昭和35年）4月1日 - 茨木市大字太中・乙辻の大部分および蔵垣内・小坪井の各一部（旧三宅村域の一部）を三島町に編入。
- 1966年（昭和41年）11月1日 - 三島郡三島町が市制施行して三島市となる[14]。三島市が即日改称して摂津市となる[15]。
- 1973年（昭和48年）4月1日 - 相互の飛び地解消のため、茨木市との市境を変更[16]。

## 行政

### 市長
- 市長（第16代） - 嶋野浩一朗（2024年10月12日就任、1期目）

歴代市長には三島町時代の町長を含む。
| 歴代      | 氏名     | 就任年月日                 | 退任年月日                 | 備考                                                                                             |
| --------- | -------- | -------------------------- | -------------------------- | ------------------------------------------------------------------------------------------------ |
| 三島町長1 | 深田丈夫 | 1956年（昭和31年）10月12日 | 1960年（昭和35年）10月11日 | 合併前に味舌町長を務めた。合併後最初の町長選挙に当選以後、三島町時代の全期を通じて町長を務めた。 |
| 三島町長2 | 深田丈夫 | 1960年（昭和35年）10月12日 | 1964年（昭和39年）10月11日 |                                                                                                  |
| 三島町長3 | 深田丈夫 | 1964年（昭和39年）10月12日 | 1966年（昭和39年）10月31日 |                                                                                                  |
| 1         | 深田丈夫 | 1966年（昭和41年）11月1日  | 1968年（昭和43年）10月11日 | 市制施行にともない市長に就任し、町長時代からの残りの任期を務めた。                               |
| 2         | 井上一成 | 1968年（昭和43年）10月12日 | 1972年（昭和47年）10月11日 | 鳥飼村（現・鳥飼野々）出身。最年少市長（当時）36歳で就任。                                       |
| 3         | 井上一成 | 1972年（昭和47年）10月12日 | 1976年（昭和51年）10月11日 |                                                                                                  |
| 4         | 井上信也 | 1976年（昭和51年）10月12日 | 1980年（昭和55年）10月11日 | 井上一成の弟。無投票で就任。前職は日本社会党の大阪府議会議員。                                   |
| 5         | 井上信也 | 1980年（昭和55年）10月12日 | 1984年（昭和59年）10月11日 |                                                                                                  |
| 6         | 井上信也 | 1984年（昭和59年）10月12日 | 1988年（昭和63年）10月11日 |                                                                                                  |
| 7         | 森川薫   | 1988年（昭和63年）10月12日 | 1992年（平成4年）10月11日  | 森川鑿泉工業所の代表取締役。水道に関する技術士資格を持つ。                                       |
| 8         | 森川薫   | 1992年（平成4年）10月12日  | 1996年（平成8年）10月11日  | 1995年阪神・淡路大震災に遭遇、陣頭指揮。                                                         |
| 9         | 森川薫   | 1996年（平成8年）10月12日  | 2000年（平成12年）10月11日 |                                                                                                  |
| 10        | 森川薫   | 2000年（平成12年）10月12日 | 2004年（平成16年）10月11日 |                                                                                                  |
| 11        | 森山一正 | 2004年（平成16年）10月12日 | 2008年（平成20年）10月11日 |                                                                                                  |
| 12        | 森山一正 | 2008年（平成20年）10月12日 | 2012年（平成24年）10月11日 |                                                                                                  |
| 13        | 森山一正 | 2012年（平成24年）10月12日 | 2016年（平成28年）10月11日 | 自由民主党・民進党・公明党推薦。                                                                 |
| 14        | 森山一正 | 2016年（平成28年）10月12日 | 2020年（令和2年）10月11日  |                                                                                                  |
| 15        | 森山一正 | 2020年（令和2年）10月12日  | 2024年（令和2年）10月11日  |                                                                                                  |

なお、衆議院小選挙区は隣接する吹田市とともに大阪府第7区を構成する。

### 市議会
定数は19人。2023年7月14日時点での会派構成は以下の通り。
| 会派名           | 議席数 | 所属党派           |
| ---------------- | ------ | ------------------ |
| 大阪維新の会     | 4      | 大阪維新の会       |
| 公明党           | 5      | 公明党             |
| 自民党・市民の会 | 3      | 自由民主党・無所属 |
| 日本共産党       | 4      | 日本共産党         |
| 民主市民連合     | 2      | 立憲民主党・無所属 |
| 無所属           | 1      |                    |

## 経済

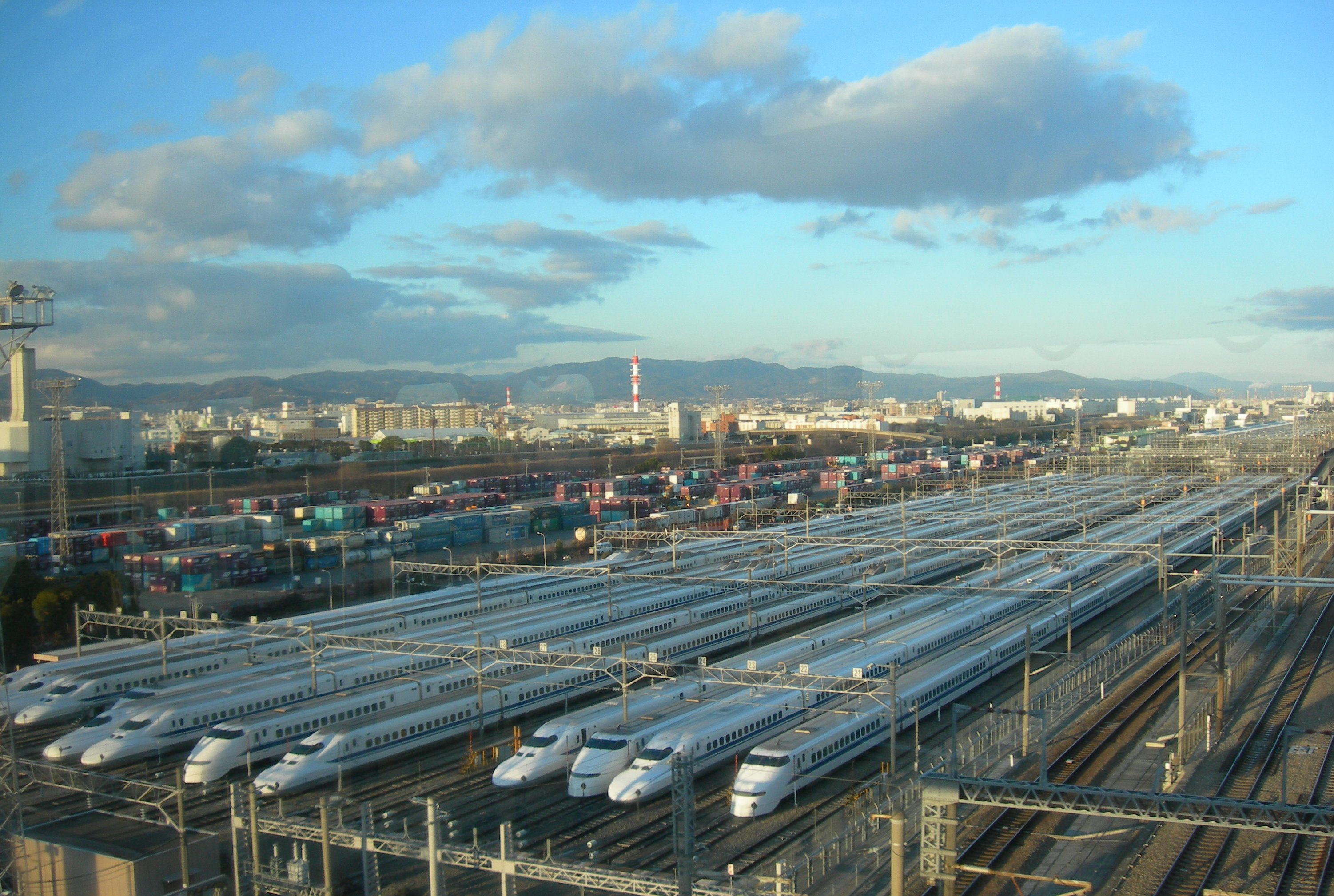
東海道新幹線鳥飼車両基地

### 産業
- 特産品
  - 鳥飼なす
通常のなすより丸みを帯びた外観が特徴。
- 主な工場・事業所
  - 浅田給食 摂津工場
  - 芦森工業 本社・大阪工場
  - エネゲート 千里丘事業所
  - カネカ 大阪工場
  - 塩野義製薬 摂津工場
  - ダイキン工業  淀川製作所
  - 大日防蝕化工 摂津工場
  - 新聞印刷工場
    - 高速オフセット 摂津工場（毎日新聞、スポーツニッポン）
    - 産経新聞印刷 北摂工場（産経新聞、サンケイスポーツ） - 大淀工場（大阪市北区）に印刷機能集約のため閉鎖。

  - 車両基地・鉄道工場
    - 東海旅客鉄道（JR東海）鳥飼車両基地
    - 阪急電鉄正雀工場
- 産業統計
  - 事業所数 4,495所、従業員数 51,840人
  - 工業事業所数 489所、製造品等出荷額 313,951百万円
- 摂津市に本社のある、またはあった企業
  - 芦森工業
  - アルナ車両
  - シオノギファーマ
  - ニプロ
    - ニプロファーマ
    - ニプロESファーマ

  - 梅丹本舗（1968年 - 2016年）
  - 近畿コカ・コーラボトリング（1961年 - 2009年） - 2009年にコカ・コーラウエストへ吸収合併。1990年までは工場が併設されていた。オフィスを残して工場を撤退後、一時期はシーズ千里丘というレストラン街になっていたが、その後にタイムズの駐車場となっている。

### 金融機関
- りそな銀行
  - 千里丘支店（千里丘東2-10-1）
- 京都銀行
  - 摂津支店（南千里丘5-25-101）
- 関西みらい銀行
  - 千里丘駅前支店（千里丘1-8-8、旧近畿大阪）
  - 正雀支店（正雀本町1-1-35、旧近畿大阪）
  - 鳥飼支店（鳥飼西2-37-4、旧関西アーバン）
- 池田泉州銀行
  - 摂津支店（東一津屋13-3）
  - 千里丘支店（千里丘2-15-10）
- 北おおさか信用金庫
  - 千里丘支店（千里丘1-7-12）
  - 正雀支店（正雀本町1-33-12）
  - 鳥飼支店（鳥飼八防1-8-7）
    - 千里丘支店は旧・十三信用金庫の支店、その他は旧・摂津水都信用金庫の支店である。
- 尼崎信用金庫
  - 摂津支店（千里丘5-6-26）
- JA北大阪
  - 南支店（三島3-4-5）
  - 東支店（鳥飼西2-10-10）

指定金融機関はりそなグループ（りそな・関西みらい）2行による輪番制。

### 日本郵政グループ
日本郵便
- 摂津郵便局 - 集配局（東正雀）　★
- 摂津正雀郵便局（正雀）　★
- 摂津市場（いちば）郵便局（千里丘）
- 摂津千里丘郵便局（千里丘）　★
- 摂津千里丘東郵便局（千里丘東）

- 摂津鳥飼郵便局（鳥飼中）
- 摂津八防（はちぼう）郵便局（鳥飼野々＝とりかいのの）
- 摂津香露園郵便局（香露園）
- 摂津別府（べふ）郵便局（東別府）

ゆうちょ銀行
- 大阪支店 アトリウム南摂津内出張所（東一津屋＝ひがしひとつや）（ATMのみ／ホリデーサービス実施）

その他各郵便局にATMが設置されており、★印の郵便局ではホリデーサービスを実施（2011年5月現在）。
※摂津市内の郵便番号は「566-00xx」（摂津郵便局が集配を担当）となっている。

## 姉妹都市・提携都市

### 国内
- 全国伝統地名（旧国名）市町村連絡会議

### 海外
- オーストラリア連邦 クイーンズランド州 バンダバーグ市  
平成10年（1998年）友好都市提携[17]
- 中華人民共和国 安徽省 蚌埠（ばんぷう）市 
昭和59年（1984年）友好都市提携[18]

## 国際機関

### 領事館
- 在大阪セネガル共和国名誉領事館[19]

## 地域

### 人口
平成22年国勢調査より前回調査からの人口増減をみると、1.54％減の83,696人であり、増減率は府下43市町村中30位、72行政区域中52位。
| |                                        |  |
| 摂津市と全国の年齢別人口分布（2005年） | 摂津市の年齢・男女別人口分布（2005年） |  |
| ■紫色 ― 摂津市 ■緑色 ― 日本全国 | ■青色 ― 男性 ■赤色 ― 女性              |  |
| 摂津市（に相当する地域）の人口の推移 \| 1970年（昭和45年） \| 60,116人 \| \| \| 1975年（昭和50年） \| 76,704人 \| \| \| 1980年（昭和55年） \| 80,684人 \| \| \| 1985年（昭和60年） \| 86,332人 \| \| \| 1990年（平成2年） \| 87,453人 \| \| \| 1995年（平成7年） \| 87,330人 \| \| \| 2000年（平成12年） \| 85,065人 \| \| \| 2005年（平成17年） \| 85,009人 \| \| \| 2010年（平成22年） \| 83,720人 \| \| \| 2015年（平成27年） \| 85,007人 \| \| \| 2020年（令和2年） \| 87,456人 \| \| |                                        |  |
| 総務省統計局 国勢調査より |                                        |  |
| 1970年（昭和45年） | 60,116人                               |  |
| 1975年（昭和50年） | 76,704人                               |  |
| 1980年（昭和55年） | 80,684人                               |  |
| 1985年（昭和60年） | 86,332人                               |  |
| 1990年（平成2年） | 87,453人                               |  |
| 1995年（平成7年） | 87,330人                               |  |
| 2000年（平成12年） | 85,065人                               |  |
| 2005年（平成17年） | 85,009人                               |  |
| 2010年（平成22年） | 83,720人                               |  |
| 2015年（平成27年） | 85,007人                               |  |
| 2020年（令和2年） | 87,456人                               |  |

### 教育
小学校
- 摂津市立味生小学校
- 摂津市立摂津小学校
- 摂津市立千里丘小学校
- 摂津市立鳥飼小学校
- 摂津市立鳥飼北小学校
- 摂津市立鳥飼西小学校
- 摂津市立鳥飼東小学校
- 摂津市立別府小学校
- 摂津市立味舌小学校
- 摂津市立三宅柳田小学校

中学校
- 摂津市立第一中学校
- 摂津市立第二中学校
- 摂津市立第三中学校
- 摂津市立第四中学校
- 摂津市立第五中学校
- 大阪薫英女学院中学校

高等学校
- 大阪府立摂津高等学校
- 大阪薫英女学院高等学校
- 星翔高等学校

大学・短期大学
- 大阪人間科学大学
- 大阪薫英女子短期大学

特別支援学校
- 大阪府立摂津支援学校
- 大阪府立とりかい高等支援学校

専門学校
- 大阪摂津福祉専門学校
- 近畿リハビリテーション学院

### 住宅団地
- 都市再生機構鳥飼野々二丁目団地
- 府営摂津南別府住宅
- 府営摂津味生住宅
- 府営摂津正雀住宅
- 府営摂津鳥飼西住宅

## 交通

### 鉄道路線
北西部を阪急京都本線と東海道本線（JR京都線）、中央部を東海道新幹線が東西方向に通り、中央部を南北方向に縦断する形で大阪モノレール本線が通っている。南摂津駅を除く全ての旅客駅が安威川以北（市域北西部）、古くからの市街地である旧味舌町の町境沿いに所在する。
- 西日本旅客鉄道（JR西日本）
  - 東海道本線（JR京都線） 千里丘駅
- 阪急電鉄
  - 京都本線　正雀駅 - 摂津市駅
- 大阪モノレール
  - 本線　摂津駅 - 南摂津駅
- 日本貨物鉄道（JR貨物）
  - 東海道本線貨物支線　（吹田貨物ターミナル駅 - ）大阪貨物ターミナル駅
- 中心となる駅：摂津市駅

### バス
市域東部の鳥飼地区は、鉄道駅から遠いためバスに頼ることが多く、阪急バス、近鉄バス、京阪バスが運行している。千里丘駅、南摂津駅など摂津市内の各鉄道駅との連絡もあるが、茨木市にある阪急茨木市駅、JR茨木駅との連絡も多い。また、摂津市と近鉄バスがJR千里丘駅から正雀、江口橋、摂津市役所を経て、千里丘駅へ戻る市内循環バス（平日のみ）を走らせている。なお、近鉄バスは市内東別府の新幹線線路沿いに鳥飼営業所と整備工場を設けている。京阪バスはJR茨木駅から淀川新橋を渡って寝屋川市駅へ至る。その他、摂津市と阪急バスがコミュニティバスとして、公共施設巡回バス・セッピィ号を運行している。
市域南西部の別府地区は東淀川区と隣接しているが、大阪シティバス（旧・大阪市営バス）に市境を走る路線があり（37号系統など）、その停留所の一部（江口橋、井高野南口の大阪駅方向）が摂津市側に設置されている。そのため大阪シティバスの利用者も多く、東淀川区内の阪急上新庄駅、Osaka Metro今里筋線瑞光四丁目駅、井高野駅への連絡などに利用されている（井高野駅から摂津市内までは300mに満たず、徒歩でも行き来可能）。

### 道路
大阪府道2号大阪中央環状線が市域を南北に縦断し、中心的役割を果たしている。ただし、鳥飼大橋周辺は大阪府下で有数のボトルネックであり、渋滞が頻発する（特に、何方向も分岐がある鳥飼和道交差点は南北方向共に渋滞のメッカである）。1950年代の有料時代からある北行車線の鳥飼大橋は現在、架け替え工事が実施されている。
市域を走る国道は高速自動車国道の近畿自動車道のみで一般国道は存在しないが、主要地方道が6路線あり、近年になってから重要視されてきたことが窺える。

#### 国道

##### 高速自動車国道
近畿自動車道が南北に縦断し、2つのインターチェンジを有する。ただし、摂津北インターチェンジは市域の北方にあり松原方向との行き来のみ、摂津南インターチェンジは市域の南方にあり吹田方面との行き来のみのハーフインターチェンジとなっており、摂津市民にとっては使いづらくなっている。したがって、吹田インターチェンジや大東鶴見インターチェンジがよく使われる。大阪市内へは、鳥飼大橋を経て阪神高速道路12号守口線守口出入口が近い。一般道の鳥飼大橋同様、摂津北または摂津南付近がボトルネックであるため、渋滞しやすい。

#### 府道
主要地方道
- 大阪府道1号茨木摂津線
- 大阪府道2号大阪中央環状線
- 大阪府道14号大阪高槻京都線
- 大阪府道15号八尾茨木線
- 大阪府道16号大阪高槻線
- 大阪府道19号茨木寝屋川線

一般府道
- 大阪府道133号鳥飼八丁富田線
- 大阪府道142号正雀停車場線
- 大阪府道143号沢良宜東千里丘停車場線
- 大阪府道147号正雀一津屋線

## 名所・旧跡・観光スポット・祭事・催事
- 新幹線公園（安威川南町）
鳥飼車両基地（大阪仕業検査車両所、大阪修繕車両所、大阪交番検査車両所、大阪台車検査車両所の総称）の北側にある。
- 淀川河川公園（一津屋～鳥飼上）
- 市場池公園（大阪府摂津市千里丘6丁目11番）[20]
- 摂津まつり
摂津市立青少年運動広場（摂津市鶴野3丁目）を会場として、毎年8月の第1土曜日と日曜日にかけて行なわれる。1976年（昭和51年）に市政10周年を記念して第1回摂津まつりが開始された。第1回と第2回の会場は市役所の隣（現在、独立行政法人高齢・障害・求職者雇用支援機構大阪支部関西職業能力開発促進センター（愛称：ポリテクセンター関西）がある場所）であった。摂津まつりのチラシ裏の寄付一覧に、摂津市出身である鈴木紗理奈の名義が50万円の欄に継続的に掲載されていた時期もあった。

## 摂津市の出身者
- 天﨑滉平（声優）
- 石野由加莉（元女子プロレスラー）
- 石櫃洋祐（プロサッカー選手/京都サンガF.C.所属）
- 井上一成（政治家/第2代摂津市長、元郵政大臣）
- 井上直輝（プロサッカー選手）
- 植田重太郎（明治時代の衆議院議員）
- おさる（お笑い芸人・タレント）
- 織田尚長（織田信長の甥、織田長益（有楽斎）の息子、初代柳本藩主）
- 桂雀三郎（落語家）
- 木村一八（俳優、横山やすしの息子）
- 木村ひかり（漫才師/さゆみ・ひかり、横山やすしの次女）
- コレサワ（シンガーソングライター）
- 今野翔太（プロバスケットボール選手/大阪エヴェッサ所属）
- 榊原史子（囲碁女流棋士）
- 鈴木紗理奈（タレント）
- すっちー（須知裕雅）・木部信彦（ビッキーズ）
- 砂川捨丸（漫才師）
- たかおみゆき（お笑いタレント）
- 高橋光臣（俳優）
- 武村勇治（漫画家）
- 立浪和義（元プロ野球選手/中日ドラゴンズ監督）
- 橋本清（元プロ野球選手/現野球解説者・タレント）
- 檜尾健太（俳優）
- 深江真一（バスプロ）
- 船本孝宏（作・編曲家、指揮者）
- 本田圭佑（プロサッカー選手/元ACミラン）
- 山内嘉弘（元プロ野球選手/現オリックス・バファローズ球団本部育成グループ用具担当）

## ゆかりのある人物
- 横山やすし（漫才師・タレント。自宅が摂津市内にあり、晩年まで当地で過ごした。高知県出身）